# Проспект Мирча чел Бэтрын (Кишинёв)
Проспект Мирча чел Бэтрын (рум. Bulevardul Mircea cel Bătrân) — центральный проспект сектора Чеканы муниципия Кишинёв (Республика Молдова).

## История
Проспект Мирча чел Бэтрын был заложен в период семидесятых годов, когда шло интенсивное городское строительство, в том числе, в районе нынешнего сектора Чеканы. В то время улица носила название Кутузовский проспект — в честь великого русского полководца Михаила Кутузова. Первый участок проспекта (между улицей Алеку Руссо, тогда носившей название Федько и улицей Игор Виеру, тогда называвшейся улицей Сердюка) был окончательно построен в 1989 году.
После объявления независимости республики Молдова проспект переименовали в честь господаря Мирча чел Бэтрын, правившего Валахией с 1386 по 1418 годы и сумевшего подписать с воевавшей тогда с его страной Османской империей мирный договор.
Вторая очередь проспекта Мирча чел Бэтрын (до улицы Ион Думенюк) была построена в 2003 году, протяжённость проспекта выросла на 1100 метров, хотя в первоначальном плане указывалась длина нового участка в 800 метров. В 2010 году начались работы по удлинению трассы ещё на 1100 метров (до улицы Буковиней), в результате чего она должна была вплотную подойти к крупнейшему торговому центру Кишинёва — Megapolis Mall. Долгое время работы по строительству этой дороги были полностью заморожены, главным образом из-за недостаточного финансирования и из-за нереальных сроков сдачи проекта.
В мае 2022 года примария Кишинёва опубликовала новый проект продления проспекта. Реализация проекта планируется в срок в два с половиной года. По состоянию на апрель 2023 года, работы начаты не были.

## Государственные учреждения
На проспекте Мирча чел Бэтрын располагается Претура сектора Чеканы города Кишинёва (просп. Мирча чел Бэтрын, 4/3).

## Памятники
В настоящее время в секторе Чеканы планируется установка памятника господарю Мирча чел Бэтрын. Инициатором выступило Министерство культуры республики Молдова, которое опиралось на решение Муниципального совета Кишинева. Проходит конкурс на лучший проект. Памятник будет установлен на площади, находящейся на пересечении улиц Алеку Руссо, Мештерул Маноле и проспекта Мирча чел Бэтрын.
Кроме того, на проспекте расположены несколько абстрактных скульптур неизвестного автора, одна из которых похожа на автобусную остановку, а также металлические скульптурные изображения рояля и ожидающей женщины, рядом с которыми горожане часто фотографируются.

## Застройка
Сектор Чеканы в настоящее время считается самым интенсивно отстраивающимся в городе Кишинёв. В настоящее время район в районе проспекта Мирча чел Бэтрын продолжается постройка современных жилых домов, в том числе элитного класса. По словам бывшего примара Кишинёва Дорина Киртоакэ, одним из приоритетов плана по строительству Кишинёва являлось освоение двадцати гектаров площадей около проспекта, с целью использования их для возведения жилых домов.

## Транспорт

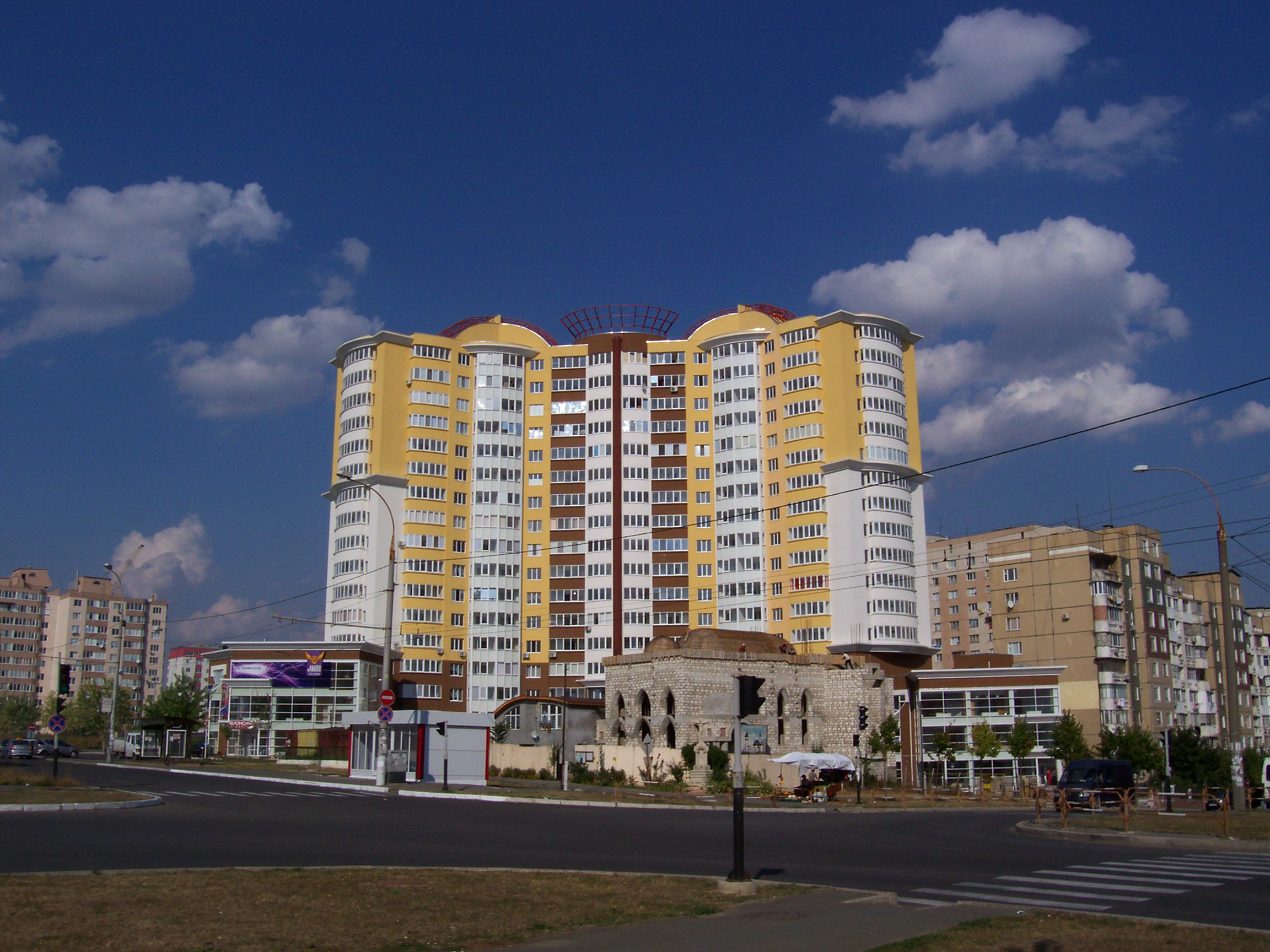
Дома в конце проспекта

По проспекту Мирча чел Бэтрын проходят:
- Маршруты троллейбусов № 13 (ул. И. Думенюк — ул. М. Когэлничану), № 23 (ул. И. Думенюк — Парк «Ла Извор»), № 24 (ул. И. Думенюк — ул. Миорица) и № 26 (просп. Мирча чел Бэтрын — ул. Чевкарь)[16]. В   перспективе, после продления проспекта до улицы Буковиней до  продлят и маршруты троллейбусов[3].
- Маршруты автобусов № 23 (ул. И. Думенюк — ул. Измаил) и № 5 (ул. Буковиней — ул. Куза-Водэ)[17].
- В советское время в Кишинёве существовал проект строительства скоростного трамвая. Его маршрут должен был начаться от Кутузовского проспекта и закончиться в районе Ботаника. После объявления независимости республикой Молдова произошло сокращение количества предприятий в секторе Чеканы и свёрнуто строительство новых (в частности, не был достроен завод по производству компьютеров, недостроенные корпуса которого находятся в близости от проспекта Мирча чел Бэтрын), проект скоростного трамвая утратил актуальность и не был осуществлён[18].